# 聖塞巴斯蒂安雲貝爾研究所
聖塞巴斯蒂安雲貝爾研究所（西班牙語：Instituto San Sebastián de Yumbel）是一個智利的學校，成立於1879年10月6日。學校提供學前教育、小學教育和中學教育，也是比奧比奧大區最古老的機構之一，在雲貝爾發揮著重要的慈善服務。

學校正門

## 歷史
該學院由何塞-伊波利托-薩拉斯大主教創立，並得到了教皇庇護九世的親自批准。它最初被稱為聖塞巴斯蒂安修道院，在公開記錄中一直出現到1905年。

## 現狀
學校建立在以天主教為基礎的祈禱和神學討論的基礎上，這對學校的實踐和儀式仍然很重要。
學校在2007年底進行了大規模的裝修，包括一個新的亭子、教室、廁所、淋浴和一個實驗室。由教育基金會管理的翻新工程並取得了重大成功。